# 作並郵便局
作並郵便局（さくなみゆうびんきょく）は宮城県仙台市青葉区作並にあった郵便局。民営化前の分類では無集配特定郵便局であった。

## 概要
住所：〒989-3431 宮城県仙台市青葉区作並字相ノ沢32-11

## 沿革
1874年（明治7年）に初代郵便局長の奥山栄三郎の居宅に設けられた。作並は江戸時代に宿場町で、明治に入って関山トンネルが開通してからは、山形駅までの鉄道開通まで仙台山形間の運輸の動脈に位置する要地であった。その後、局長が変わるたびに郵便局の位置も時々の局長宅に移った。最初の局舎の位置は作並宿があった壇ノ原で、2代目は後にニッカウヰスキー仙台工場が立てられた付近の戸崎、3代目で壇ノ原に戻り、4代目は作並温泉がある元木、作並駅に近い現在地相ノ沢に移ったのは1964年（昭和39年）で、これが2023年の閉局まであった局舎である。
- 1874年（明治7年）12月16日 - 作並郵便取扱所として開設[2]。
- 1875年（明治8年）1月1日 - 作並郵便局（五等）となる。
- 1886年（明治19年）3月25日 - 2代目局長に早坂長左衛門。局舎移転。
- 1895年（明治28年）10月26日 - 3代目局長に岩松秀蔵。局舎移転。
- 1896年（明治29年）7月1日 - 為替・貯金取扱を開始。
- 1914年（大正3年）6月5日 - 4代目局長に岩松喜蔵。局舎移転。
- 1929年（昭和4年）11月19日 - 5代目局長に岩松誠。局舎移転。
- 1938年（昭和13年）6月1日 - 電話規則による電話事務を開始[3]。
- 1941年（昭和16年）9月30日 - この日をもって、電話規則による電話事務を廃止[4]。
- 1964年（昭和39年）12月14日 - 郵便局舎を新築移転。
- 1969年（昭和44年）12月14日 - 電話の加入および料金に関する簡易な事務を除く電話交換業務を仙台電話局に移管[5]。
- 1985年（昭和60年）10月1日 - 風景入通信日付印の使用を開始。
- 2007年（平成19年）3月5日 - 集配業務を愛子郵便局に移管[6]。これに伴い、郵便番号が〒989-3499から〒989-3431に変更。
- 2007年（平成19年）10月1日 - 民営化。
- 2012年（平成24年）10月1日 - 日本郵便株式会社発足。
- 2023年（令和5年）6月30日 - 廃止。取扱業務は熊ヶ根郵便局に承継[7]。
- 2024年（令和6年）1月24日 - JR仙山線作並駅構内に作並簡易郵便局が開局。郵便局業務に関しては同郵便局に事実上継承された[8]。

## 取扱内容
- 郵便、印紙、ゆうパック、内容証明
- 貯金、為替、振替、振込、国債
- 生命保険、バイク自賠責保険
- ゆうちょ銀行ATM - 通常払込み（振替）対応

## 周辺
- 広瀬川

## アクセス
- JR仙山線 作並駅から徒歩約4分
- 仙台市営バス 作並駅前停留所下車
- 国道48号沿い
- 駐車場:2台